# NEOMA Business School
NEOMA Business School – europejska szkoła biznesowa posiadająca trzy kampusów: w Paryżu, Rouenie i Reimsie. Założona w 2013 roku. We Francji posiada status grande école.
W 2019 roku NEOMA uplasowała się na 50 miejscu pośród wszystkich szkół biznesowych w Europie.
Programy studiów realizowane przez NEOMA BS posiadają potrójną akredytację przyznaną przez AMBA, EQUIS oraz AACSB. Wśród najznamienitszych absolwentów tej uczelni znajdują się między innymi: dyrektor domu mody Huawei France Shi Weillang i usług Wilfried Guerrand (Hermès).